# حلقة (أداة فلكية)

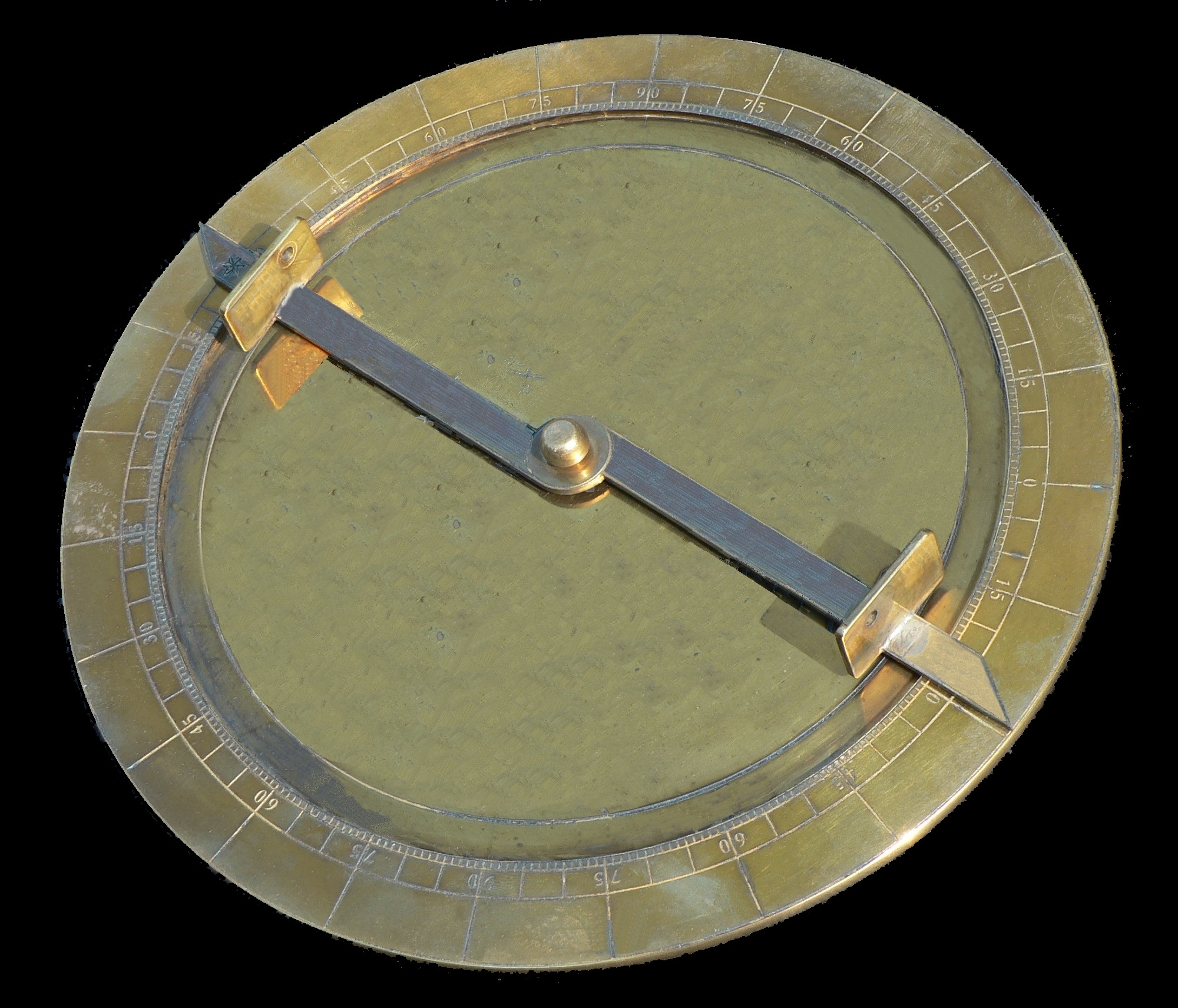
حلقة تعليمي تتكون هنا من قرص مُدرَّج وعضادة ذات هدفين.

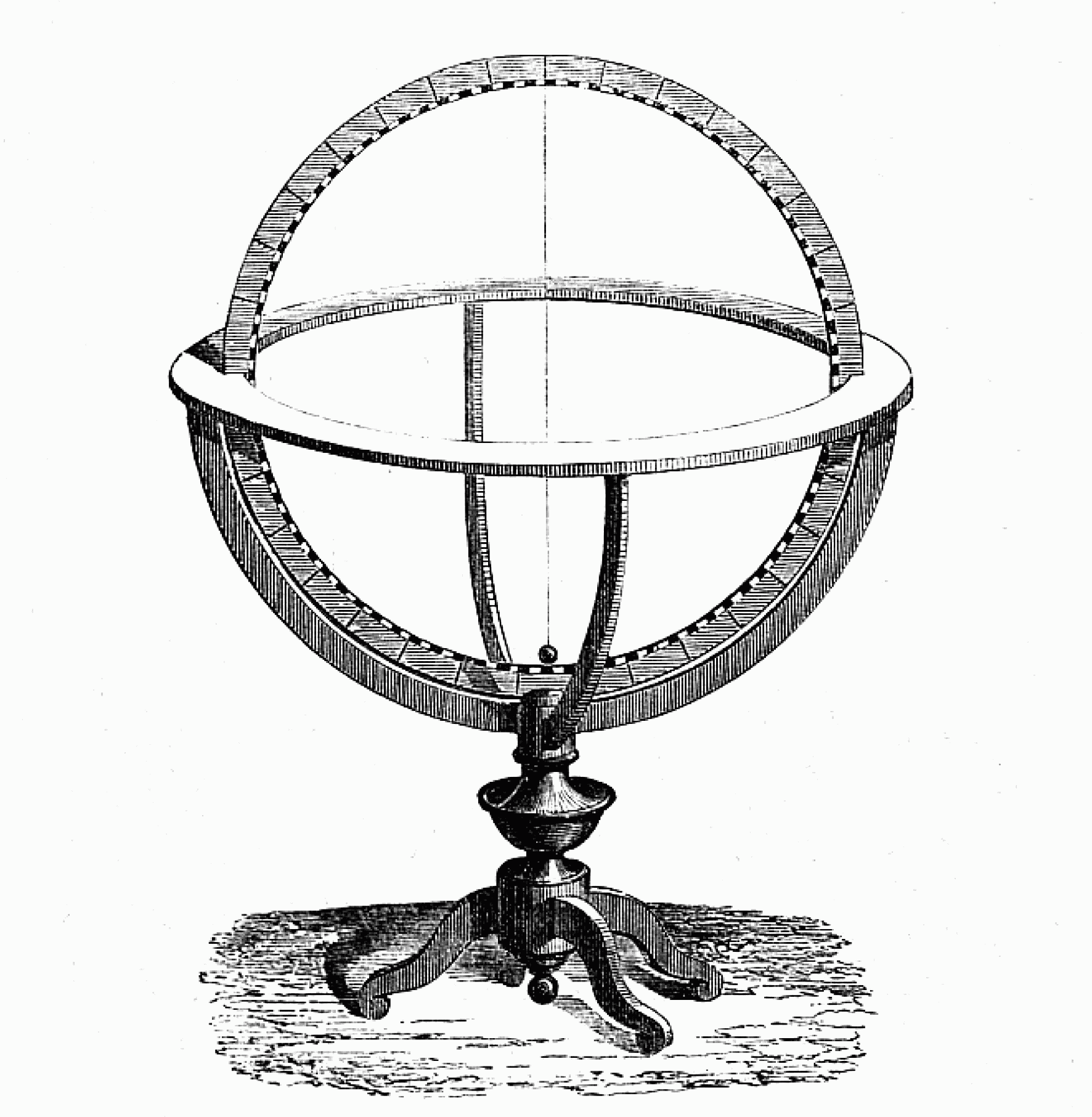
حلقتان مرتبطان: أحدهما أفقية والأخرى شاقولية أو زوالية إذا كان اتجاهها في المستوي الشمالي الجنوبي.

الحَلْقَة (باللاتينية: Armilla) هي أداة قياس ورصد فلكية استخدمها إراتوستينس في القرن الثالث قبل الميلاد، ثم استخدمها أبرخش في القرن الذي بعده. واستمر استخدامها في شكله الأصلي حتى عصر النهضة.

## الوصف والعمل
تتكون الحلقة من دائرة -أو قرص- معدنية، مدرجة أو غير مدرجة، وغالبًا ما تكون مزودةً بعضادة ذات هدفين. وهي موجهة وفقًا لدائرة معينة من الكرة السماوية، وتسمح بالرصد وقياس الزوايا على 360 درجة في مستوي هذه الدائرة. يمكن ربط حلقتين خاصتين لتحديد موضع الأجرام السماوية في أنظمة إحداثيات سماوية مختلفة. يتيح التجميع المعقد لعدة حلقات الحصول على ذات الحلق التقليدية.